# Gymnosporia
Gymnosporia är ett släkte av benvedsväxter. Gymnosporia ingår i familjen Celastraceae.

## Bildgalleri

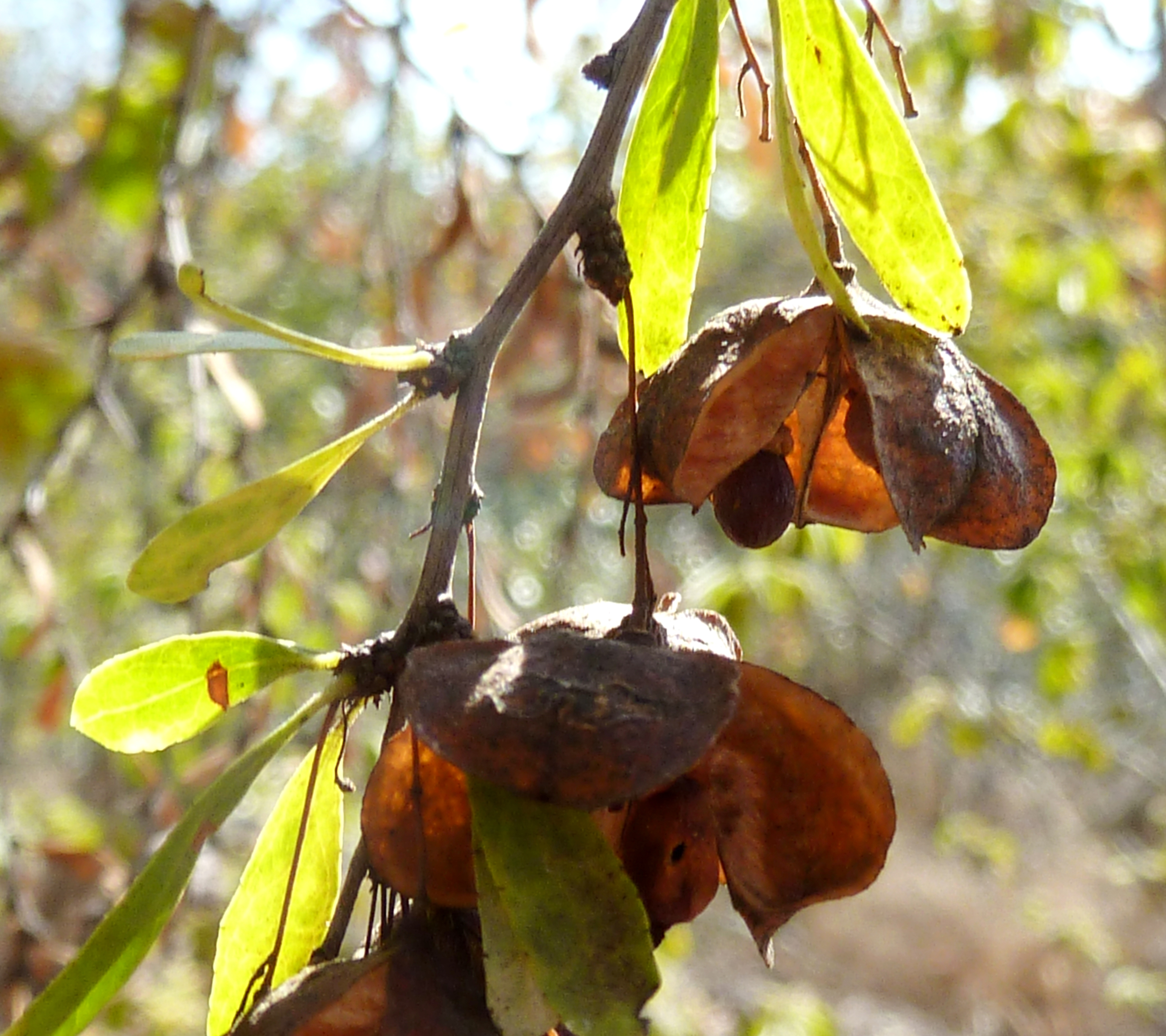

## Dottertaxa tillGymnosporia, i alfabetisk ordning[1]
- Gymnosporia acuminata
- Gymnosporia addat
- Gymnosporia alaternifolia
- Gymnosporia annobonensis
- Gymnosporia arborea
- Gymnosporia arbutifolia
- Gymnosporia arenicola
- Gymnosporia austroyunnanensis
- Gymnosporia bachmannii
- Gymnosporia bailadillana
- Gymnosporia berberoides
- Gymnosporia bonii
- Gymnosporia brachystachya
- Gymnosporia buchananii
- Gymnosporia buxifolia
- Gymnosporia capitata
- Gymnosporia cassinoides
- Gymnosporia championii
- Gymnosporia chasei
- Gymnosporia chevalieri
- Gymnosporia commiphoroides
- Gymnosporia confertiflora
- Gymnosporia cordata
- Gymnosporia cortii
- Gymnosporia crassifolia
- Gymnosporia crenata
- Gymnosporia cryptopetala
- Gymnosporia curtisii
- Gymnosporia devenishii
- Gymnosporia dhofarensis
- Gymnosporia divaricata
- Gymnosporia diversifolia
- Gymnosporia dongfangensis
- Gymnosporia drummondii
- Gymnosporia dryandri
- Gymnosporia emarginata
- Gymnosporia esquirolii
- Gymnosporia falconeri
- Gymnosporia forsskaoliana
- Gymnosporia fruticosa
- Gymnosporia gariepensis
- Gymnosporia gibsonii
- Gymnosporia glaucophylla
- Gymnosporia gracilipes
- Gymnosporia graciliramula
- Gymnosporia gracilis
- Gymnosporia grandifolia
- Gymnosporia guangnanensis
- Gymnosporia guangxiensis
- Gymnosporia gurueensis
- Gymnosporia hainanensis
- Gymnosporia harenensis
- Gymnosporia harlandii
- Gymnosporia harveyana
- Gymnosporia hemipterocarpa
- Gymnosporia heterophylla
- Gymnosporia heyneana
- Gymnosporia ilicina
- Gymnosporia inflata
- Gymnosporia jinyangensis
- Gymnosporia keniensis
- Gymnosporia laurina
- Gymnosporia leptopus
- Gymnosporia linearis
- Gymnosporia listeri
- Gymnosporia littoralis
- Gymnosporia livingstonei
- Gymnosporia lucida
- Gymnosporia macrocarpa
- Gymnosporia maranguensis
- Gymnosporia marcanii
- Gymnosporia markwardii
- Gymnosporia masindei
- Gymnosporia matoboensis
- Gymnosporia mekongensis
- Gymnosporia mengziensis
- Gymnosporia monodii
- Gymnosporia mossambicensis
- Gymnosporia nemorosa
- Gymnosporia nguruensis
- Gymnosporia nitida
- Gymnosporia nyassica
- Gymnosporia obbadiensis
- Gymnosporia oblanceolata
- Gymnosporia obovata
- Gymnosporia obscura
- Gymnosporia oleosa
- Gymnosporia orbiculata
- Gymnosporia ovata
- Gymnosporia oxycarpa
- Gymnosporia oxyphylla
- Gymnosporia palauica
- Gymnosporia pallida
- Gymnosporia parviflora
- Gymnosporia peduncularis
- Gymnosporia pertinax
- Gymnosporia polyacantha
- Gymnosporia procumbens
- Gymnosporia puberula
- Gymnosporia pubescens
- Gymnosporia punctata
- Gymnosporia putterlickioides
- Gymnosporia pyria
- Gymnosporia richardsiae
- Gymnosporia royleana
- Gymnosporia rufa
- Gymnosporia salicifolia
- Gymnosporia schliebenii
- Gymnosporia senegalensis
- Gymnosporia serrata
- Gymnosporia sikkimensis
- Gymnosporia somalensis
- Gymnosporia stylosa
- Gymnosporia tenuispina
- Gymnosporia thompsonii
- Gymnosporia thomsonii
- Gymnosporia thyrsiflora
- Gymnosporia tiaoloshanensis
- Gymnosporia tonkinensis
- Gymnosporia undata
- Gymnosporia wallichiana
- Gymnosporia vanwykii
- Gymnosporia variabilis
- Gymnosporia wightiana
- Gymnosporia vitiensis
- Gymnosporia yimenensis